# Чемпіонат Швеції з футболу 2014: Супереттан
Супереттан 2014 — 15-й сезон у Супереттан, що є другим за рівнем клубним дивізіоном (сформованим у 2000 році) у шведському футболі після Аллсвенскан.
У чемпіонаті взяли участь 16 клубів. Сезон проходив у два кола, розпочався у квітні й завершився в листопаді 2014 року.
Переможцем змагань став клуб «Гаммарбю» ІФ (Стокгольм). Разом із ним путівку до вищого дивізіону виборов  з другої позиції ГІФ Сундсвалль.

## Учасники сезону 2014 року
| Клуб                           | Місце в 2013             |
| ------------------------------ | ------------------------ |
| «Естерс» ІФ (Векше)            | Аллсвенскан - 15         |
| «Сиріанска» ФК (Седертельє)    | Аллсвенскан - 16         |
| ГІФ Сундсвалль                 | 3                        |
| Дегерфорс ІФ                   | 4                        |
| «Гаммарбю» (Стокгольм)         | 5                        |
| Енгельгольм ФФ                 | 6                        |
| ГАІС (Гетеборг)                | 7                        |
| «Ассиріска» ФФ (Седертельє)    | 8                        |
| Юнгшиле СК                     | 9                        |
| Естерсундс ФК                  | 10                       |
| «Єнчепінг Седра» ІФ (Єнчепінг) | 11                       |
| Ландскруна БоІС                | 12                       |
| Варбергс БоІС                  | 13                       |
| ІФК Вернаму                    | 14                       |
| ІК «Сіріус» (Уппсала)          | Дивізіон 1 (Північ) - 1  |
| Гускварна ФФ                   | Дивізіон 1 (Південь) - 1 |

## Турнірна таблиця
| Поз | Команда             | І  | В  | Н  | П  | ГЗ | ГП | РГ  | О  | Кваліфікація або пониження |
| --- | ------------------- | -- | -- | -- | -- | -- | -- | --- | -- | -------------------------- |
| 1   | «Гаммарбю» (P, C)   | 30 | 18 | 7  | 5  | 68 | 27 | +41 | 61 | Підвищилися в Аллсвенскан  |
| 2   | ГІФ Сундсвалль (P)  | 30 | 19 | 4  | 7  | 55 | 34 | +21 | 61 | Підвищилися в Аллсвенскан  |
| 3   | Юнгшиле СК          | 30 | 16 | 12 | 2  | 60 | 25 | +35 | 60 | Плей-оф на підвищення      |
| 4   | «Єнчепінг Седра»    | 30 | 16 | 4  | 10 | 60 | 42 | +18 | 52 |                            |
| 5   | Естерсундс ФК       | 30 | 12 | 9  | 9  | 40 | 40 | 0   | 45 |                            |
| 6   | «Сіріус»            | 30 | 11 | 10 | 9  | 47 | 36 | +11 | 43 |                            |
| 7   | Дегерфорс ІФ        | 30 | 10 | 10 | 10 | 47 | 46 | +1  | 40 |                            |
| 8   | Варбергс БоІС       | 30 | 10 | 9  | 11 | 38 | 43 | −5  | 39 |                            |
| 9   | ІФК Вернаму         | 30 | 10 | 9  | 11 | 43 | 52 | −9  | 39 |                            |
| 10  | «Сиріанска»         | 30 | 11 | 4  | 15 | 37 | 55 | −18 | 37 |                            |
| 11  | ГАІС                | 30 | 9  | 8  | 13 | 31 | 38 | −7  | 35 |                            |
| 12  | Енгельгольм ФФ      | 30 | 9  | 8  | 13 | 30 | 51 | −21 | 35 |                            |
| 13  | «Естерс» (R)        | 30 | 7  | 11 | 12 | 39 | 48 | −9  | 32 | Плей-оф на вибування       |
| 14  | «Ассиріска» (O)     | 30 | 5  | 12 | 13 | 28 | 44 | −16 | 27 | Плей-оф на вибування       |
| 15  | Ландскруна БоІС (R) | 30 | 6  | 8  | 16 | 35 | 55 | −20 | 26 | Вибули в Дивізіон 1        |
| 16  | Гускварна ФФ (R)    | 30 | 5  | 7  | 18 | 27 | 49 | −22 | 22 | Вибули в Дивізіон 1        |

## Плей-оф на підвищення
Команди, які зайняли в сезоні 2014 року 14-е місце в Аллсвенскан і 3-є в Супереттан, виборювали право виступити в найвищому дивізіоні:
| Команда 1        | Рахунок | Команда 2  |
| ---------------- | ------- | ---------- |
| 6 листопада 2014 |         |            |
| Юнгшиле СК       | 1-3     | «Єфле» ІФ  |
| 9 листопада 2014 |         |            |
| «Єфле» ІФ        | 1-0     | Юнгшиле СК |

Клуб «Єфле» ІФ (Євле) разом із «Гаммарбю» ІФ (Стокгольм) і ГІФ Сундсвалль завоювали право виступати в Аллсвенскан у сезоні 2015 року.

## Плей-оф на вибування
| Команда 1                   | Рахунок | Команда 2                   |
| --------------------------- | ------- | --------------------------- |
| 6 листопада 2014            |         |                             |
| «Фрей» (Тебю)               | 3-0     | «Естерс» (Векше)            |
| «Ергрюте» ІС (Гетеборг)     | 1-1     | «Ассиріска» ФФ (Седертельє) |
| 9 листопада 2014            |         |                             |
| «Естерс» (Векше)            | 3-2     | «Фрей» (Тебю)               |
| «Ассиріска» ФФ (Седертельє) | 0-0     | «Ергрюте» ІС (Гетеборг)     |

Клуби «Ассиріска» ФФ (Седертельє) та «Фрей» (Тебю) завоювали право виступати в Супереттан у сезоні 2015 року.

## Найкращі бомбардири сезону
| Гравець             | Клуб           | Голи |
| ------------------- | -------------- | ---- |
| Кеннеді Бакірчіоглу | «Гаммарбю»     | 17   |
| Юган Еклунд         | ГІФ Сундсвалль | 16   |